# اچ‌دی ۱۳۰۴۵۸
اچ‌دی ۱۳۰۴۵۸ یک ستاره است که در صورت فلکی مرغ بهشتی قرار دارد.